# 臧穗
臧穗（1938年—），江苏无锡人，中国人民解放军将领、中国人民解放军中将。
毕业于哈尔滨军事工程学院。1993年，接替郑宝森，担任兰州军区空军政治委员。2001年，由刘振起接任。1995年，授中国人民解放军中将军衔。